# Božena Šustrová
Božena Šustrová (15. října 1915, Náchod – 15. listopadu 1981, Caracas, Venezuela) byla česká divadelní a filmová herečka.
V letech 1937–1941 byla členkou souboru Divadla na Vinohradech.
V letech 1936–1941 vystupovala v menších rolích v řadě českých filmů.

## Filmografie
- 1941 Rukavička
- 1940 Babička
- 1940 Maskovaná milenka
- 1940 Okénko do nebe
- 1940 Panna
- 1940 Pohádka máje
- 1939 Humoreska
- 1939 Lízino štěstí
- 1939 Muž z neznáma
- 1939 Svátek věřitelů
- 1939 Ženy u benzinu
- 1938 Cech panen kutnohorských
- 1938 Druhé mládí
- 1938 Neporažená armáda
- 1937 Děvče za výkladem
- 1937 Láska a lidé
- 1937 Panenství
- 1936 Velbloud uchem jehly